# Oresme (cràter)
Oresme és un cràter d'impacte que pertany a la cara oculta de la Lluna. Es troba just a l'oest-nord-oest del cràter més gran Von Kármán. Al sud-oest d'Oresme es troba Chrétien, i al nord-oest apareix la Mare Ingenii. Es pensa que aquest cràter es va formar durant el Període Nectarià, de fa uns 4.000 milions d'anys.

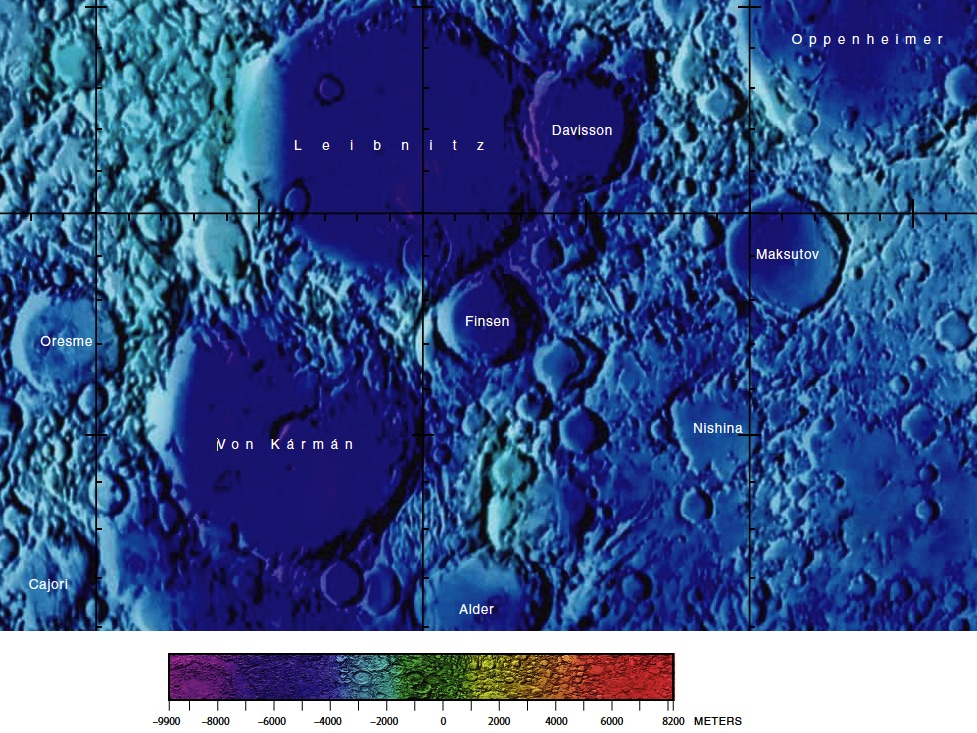
Localització d'Oresme (centre esquerra de la imatge)
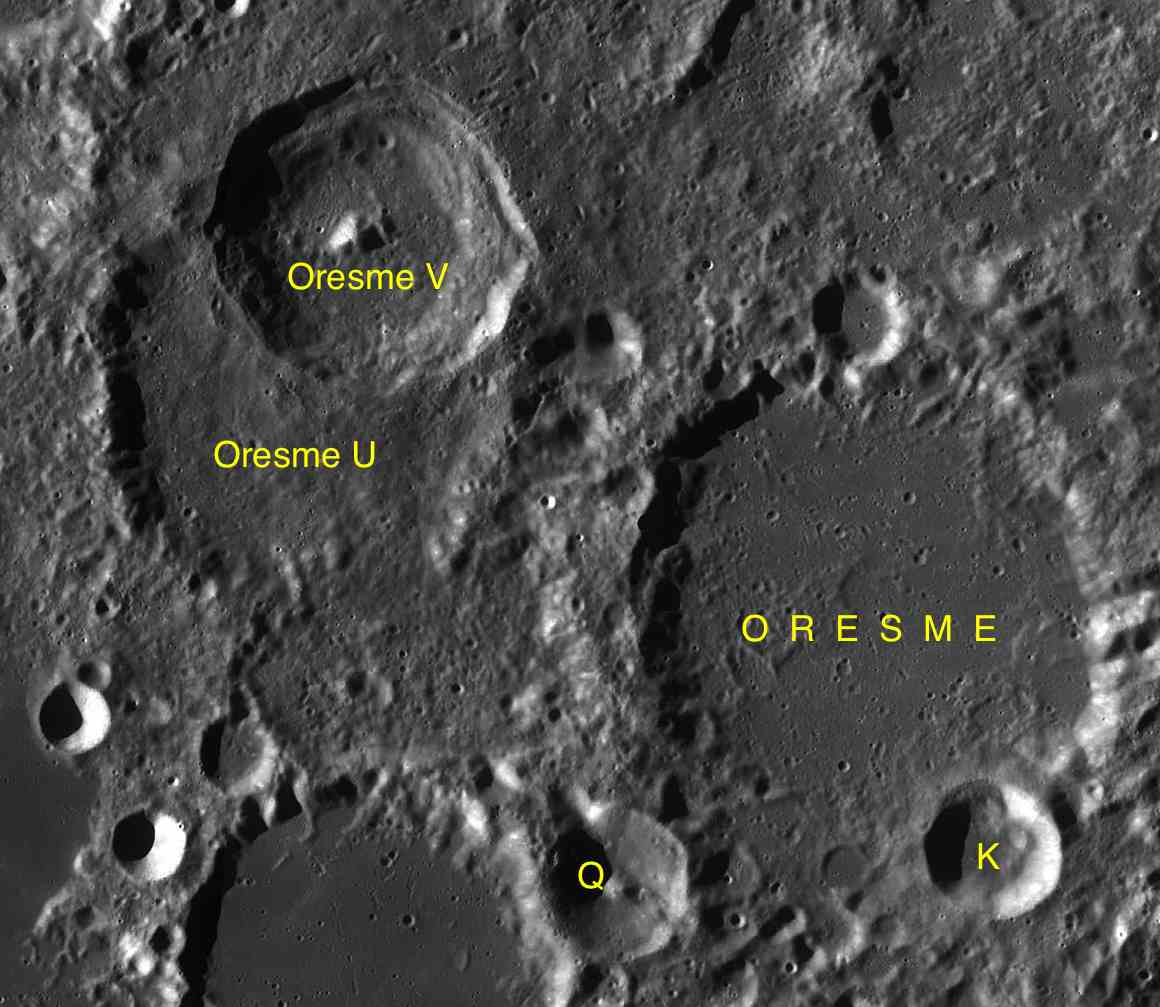
Cràters satèl·lit

Aquest cràter té una vora exterior considerablement danyada, que forma un anell irregular sobre el sòl interior. Per contra, el sòl d'Oresme és una superfície relativament plana, sense trets distintius, que està marcada només per uns diminuts cràters i elevacions reduïdes. La vora es talla al sud-est amb el cràter satèl·lit Oresme K, amb un cràter més petit al sector nord.

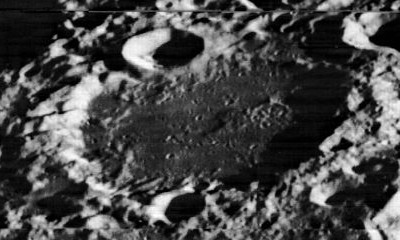
Vista obliqua des del Lunar Orbiter 2, mirant al sud
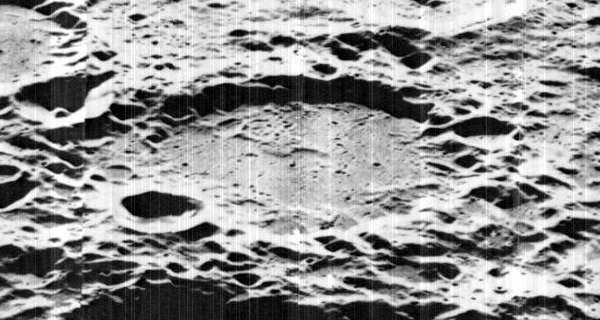
Imatge obliqua de la missió Lunar Orbiter 5, mirant a l'oest

Abans del seu nomenament formal el 1970 per la UAI era conegut com «Cràter 430».

## Cràters satèl·lit
Per convenció aquests elements són identificats en els mapes lunars posant la lletra en el costat del punt central del cràter que està més proper a Oresme.
| Oresme | Coordenades                            | Diàmetre |
| ------ | -------------------------------------- | -------- |
| K      | 43° 54′ S, 170° 00′ E / 43.9°S,170.0°E | 24 km    |
| Q      | 44° 00′ S, 167° 12′ E / 44.0°S,167.2°E | 23 km    |
| U      | 41° 36′ S, 164° 48′ E / 41.6°S,164.8°E | 84 km    |
| V      | 40° 30′ S, 165° 36′ E / 40.5°S,165.6°E | 51 km    |